# Axel Frederiksen
Axel Carl Christian Frederiksen (23. oktober 1894[kilde mangler] – 15. november 1951) var en dansk musiker og komponist.
Allerede som 14-årig skrev han sine første melodier, han skrev flere børnesange og værker for børnekor – flere af dem blev opført i radioen i både Danmark og Sverige. Senere blev det til en lang række lettere musikstykker og dansemelodier, for Axel Frederiksen først og fremmest restaurationsmusiker. Han spillede på Landmandshotellet, hos Wivel og senere i National. Fra 1927 var han selv kapelmester i Alkazar.
Men det musikstykke, han kendes for i dag er Københavnermarch, som er kendt over det meste af verden og stadig spilles af mange orkestre.